# Portland Chess Club
Portland Chess Club – amerykański klub szachowy z siedzibą w Portlandzie.

## Historia
Klub powstał w 1911 roku. W latach 1913 i 1915 symultanicznych pokazów w klubie udzielił Frank Marshall, w 1916 roku gościem klubu był José Raúl Capablanca, w 1921 roku dziewięcioletni Samuel Reshevsky grał symultanę z członkami klubu w obecności tysiąca osób, w późniejszym czasie w klubie gościli także Aleksandr Alechin i Emanuel Lasker. W 1919 roku Portland Chess Club pokonał w meczach telegraficznych Seattle Chess Club i Mechanics’ Institute Chess Club. Grający w Portland Arthur Dake pod koniec lat 20. przeprowadził się do Nowego Jorku i reprezentował Stany Zjednoczone na olimpiadach szachowych. Tuż po zakończeniu II wojny światowej klub znalazł się w kryzysie, który trwał do końca dekady. Od około 1950 roku klub zaczął organizować turnieje klubowe, a także takie zawody, jak Oregon State Championship i Oregon Open. Po zdobyciu przez Bobby’ego Fischera tytułu mistrza świata w 1972 roku wzrosło zainteresowanie klubem, jednak osłabło ono w latach 80. W 1987 roku Portland Chess Club organizował U.S. Open Chess Championship z udziałem 530 graczy. W 2002 roku wspólnie ze stowarzyszeniem Chess for Success klub zorganizował mistrzostwa szkół podstawowych Stanów Zjednoczonych z udziałem około 2000 uczestników.